# Peninsula Cotentin
Peninsula Cotentin (pronunție în franceză [kotɑ̃tɛ̃]), cunoscută, de asemenea, sub numele de Peninsula Cherbourg, este o peninsulă în provincia Normandia de pe coasta de nord-vest a Franței. Ea se întinde spre nord-vest în Canalul Mânecii, către Marea Britanie. La vest se află Insulele Canalului și la sud-vest se află Peninsula Bretania.
Peninsula face parte în întregime din departamentul Manche, în regiunea Normandia.

## Geografie
Peninsula Cotentin a făcut parte din Masivul Armorican (cu excepția câmpiei situată în Bazinul Parizian) și se află între estuarul râului Vire și golful Mont Saint-Michel. Ea este împărțită în trei zone: promontoriul Cap de la Hague, Pasul Cotentin (câmpia) și valea râului Saire (Val de Saire) și reprezintă cea mai mare parte a departamentului Manche. Partea sa de sud, cunoscută sub numele de „le Marais” (Mlaștinile), se întinde de la est la vest chiar de la nord-vest de Saint-Lô și de la est de Lessay și marchează o graniță naturală cu restul departamentului Manche.
Cel mai mare oraș al peninsulei este Cherbourg, pe coasta de nord, un port important la Canalul Mânecii. 
Coasta de vest a peninsulei, cunoscută sub numele de Côte des Îles („Coasta insulelor”) se află vizavi de Insulele Canalului. Există linii de feribot care deservesc localitatea Carteret și insulele Jersey, Guernsey și Alderney, cu plecare din Dielette. Pe coasta de est a peninsulei se află insula Tatihou și insulele Saint-Marcouf.
Cea mai veche piatră din Franța se găsește în aflorimentele de pe coasta de la Cap de la Hague, în extremitatea nordică a peninsulei.
Cotentin a fost aproape o insulă la un moment dat. Doar o mică fâșie de pământ de pe șesul mlăștinos din apropiere de Lessay unea peninsula de continent. Datorită așa-numitelor portes à flot (fr), care se închid în caz de inundații și se deschid la reflux și care au fost construite pe coasta de vest și în golful Veys de pe coasta de est, Cotentin a devenit o peninsulă.
Côte des Havres se află între capul Carteret și capul Granville. La nord-vest se află două sisteme de dune de nisip: unul se întinde între Siouville-Hague și Vauville, iar celălalt se întinde între capul Carteret și Baubigny.

## Istorie

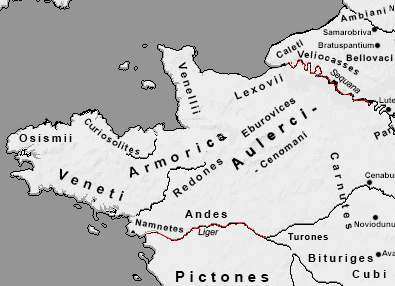
Armorica Romană

### Armorica Romană
Peninsula a făcut parte din regiunea geografică romană Armorica. Orașul cunoscut astăzi sub numele de Coutances, capitala unellilor (trib galic), a primit numele de Constantia în 298 în timpul domniei împăratului roman Constantius Chlorus. Așezările omenești din sudul peninsulei, numite în latină pagus Constantinus, s-au aliat cu așezările pagus Coriovallensis din jurul actualului oraș Cherbourg și către nord, iar zona a devenit cunoscută ulterior sub numele de Cotentin. Sub monarhii carolingieni ea a fost administrată de către viconți desemnați succesiv dintre membrii familii Saint-Sauveur, care-și aveau reședința în localitatea Saint-Sauveur de pe malul râului Douve.

### Istoria medievală
Regele Alan cel Mare al Bretaniei (d. 907) a purtat un război de succes împotriva nordicilor. Ca urmare a cuceririlor sale, Peninsula Cotentin a fost inclusă teoretic în teritoriul Ducatului de Bretania, după Tratatul de la Compiègne (867), încheiat cu regele francilor. Ducii de Bretania au trebuit să facă față periodic invaziilor nordicilor și atacurilor normanzilor, iar Bretania a pierdut Peninsula Cotentin (și zona învecinată Avranchin), după doar 70 de ani de dominație politică.
Între timp, vikingii s-au stabilit pe teritoriul peninsulei Cotentin în secolele IX-X. Există indicii că exista acolo o industrie de vânătoare de balene, introdusă probabil de normanzi prin secolul al IX-lea. Acolo s-au așezat mai târziu populații anglo-nordice și anglo-daneze, care erau formate din fermieri. Cotentin a devenit parte a Normandiei la începutul secolului al X-lea. Multe toponime sunt derivate din limba nordică veche, printre care La Hague, din hagi („luncă” sau „țarc”) și La Hougue, din haugr („deal” sau „movilă”). Alte nume sunt tipice: toate cele care se termină cu -tot (Quettetot..) de la topt „locul unei case” (modern -toft), -bec (Bricquebec, Houlbec..) din bekkr „pârâu”, „șuvoi” etc.
În 1088 Robert Curthose, ducele de Normandia, i-a dăruit peninsula Cotentin fratelui său, Henric, care a devenit mai târziu rege al Angliei. Henric, care era conte de Cotentin, a creat prima sa bază de putere acolo și în zona învecinată Avranchin, care se află la sud, dincolo de râul Thar.
În cursul Războiului de 100 de Ani, regele Eduard al III-lea al Angliei a debarcat în golful La Hogue și apoi a venit la Biserica Quettehou din Val de Saire. Acolo l-a făcut cavaler pe fiul său, Eduard, Prințul Negru. O placă memorială poate fi văzută lângă altar.

### Istoria modernă
Bătălia navală de La Hogue din 1692 s-a purtat în apele de pe coasta localității Saint-Vaast-la-Hougue, în apropiere de Barfleur.
Orașul Valognes a fost, până la Revoluția Franceză, o stațiune de importanță provincială pentru aristocrație, fiind supranumit Versailles-ul Normandiei. Viața socială a fost descrisă în romanele lui Jules Barbey d'Aurevilly (originar el însuși din Cotentin). În prezent s-au mai păstrat puține vile vechi; ele au fost distruse în luptele desfășurate acolo în cadrul Bătăliei din Normandia din cel de-al Doilea Război Mondial.

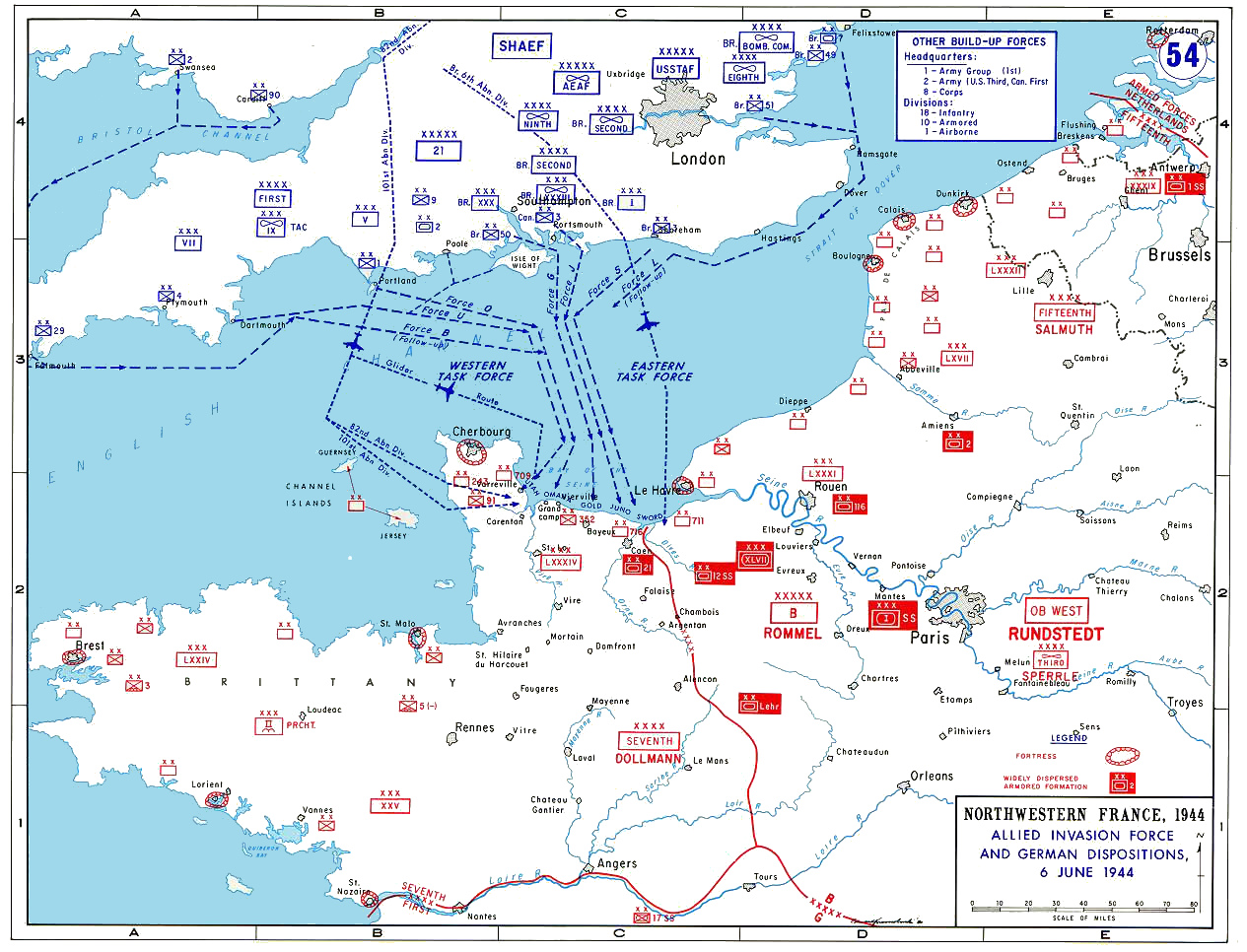
Harta atacului aliat din Ziua Z în Normandia și pe coasta de nord-vest a Franței

În timpul celui de-al Doilea Război Mondial, o parte a Bătăliei din Normandia (1944) a fost purtată în peninsula Cotentin. Cea mai mare parte a debarcărilor din Ziua Z au avut loc pe plaja Utah de pe coasta de sud-est a peninsulei și a fost urmată de o campanie pentru ocuparea peninsulei și ocuparea orașului Cherbourg.

## Economie
Principala resursă economică a peninsulei este agricultura. Localnicii lucrează în producția de lactate și de produse vegetale. De-a lungul coastei, acvacultura stridiilor este o industrie în creștere. Cidrul și calvados sunt produse din mere și pere cultivate la nivel local.

## Cultură
După ce a părăsit viața politică, gânditorul politic Alexis de Tocqueville (1805-1859) s-a retras la moșia familiei de la Tocqueville unde și-a scris o mare parte a operei.
Din cauza izolării sale, peninsula este una dintre puținele zone în care se mai vorbește limba normandă, iar dialectul local este cunoscut sub numele de cotentinais. Poetul de limbă normandă Côtis-Capel (1915-1986) a descris mediul peninsulei, în timp ce poetul de limbă franceză Jacques Prévert și-a construit o casă la Omonville-la-Petite. Pictorul Jean-François Millet (1814-1875) s-a născut pe această peninsulă.
Scriitorul de limbă normandă Alfred Rossel, originar din Cherbourg, a compus mai multe cântece care fac parte din patrimoniul regiunii. Cântecul Sus la mé („Pe mare”) este de multe ori cântat ca un cântec patriotic regional.

## Alte surse
- Renaud, Jean: Les Vikings et la Normandie (Ouest-France. 2002) ISBN: 2-7373-0258-7
- Renaud, Jean: Les dieux des Vikings  (Ouest-France. 2002) ISBN: 2-7373-1468-2